# Weydig
Weydig (luxembourgeois: Weydeg) est une section de la commune luxembourgeoise de Biwer située dans le canton de Grevenmacher.